# لونجفوسي
لونجفوسي (بالفرنسية: Longfossé)‏ هي بلدية تقع في إقليم باد كاليه من منطقة نور با دو كاليه في شمال فرنسا. تبلغ مساحة هذه المدينة 10.22 (كم²)، وترتفع عن سطح البحر 91 م، يبلغ عدد سكانها 1275 نسمة حسب إحصاء المعهد الوطني للإحصاء والدراسات الاقتصادية سنة 2009 م. وترأس Jean-Claude Pruvost البلدية خلال فترة (2008-2014).